# 竹林禅院 (巴黎)

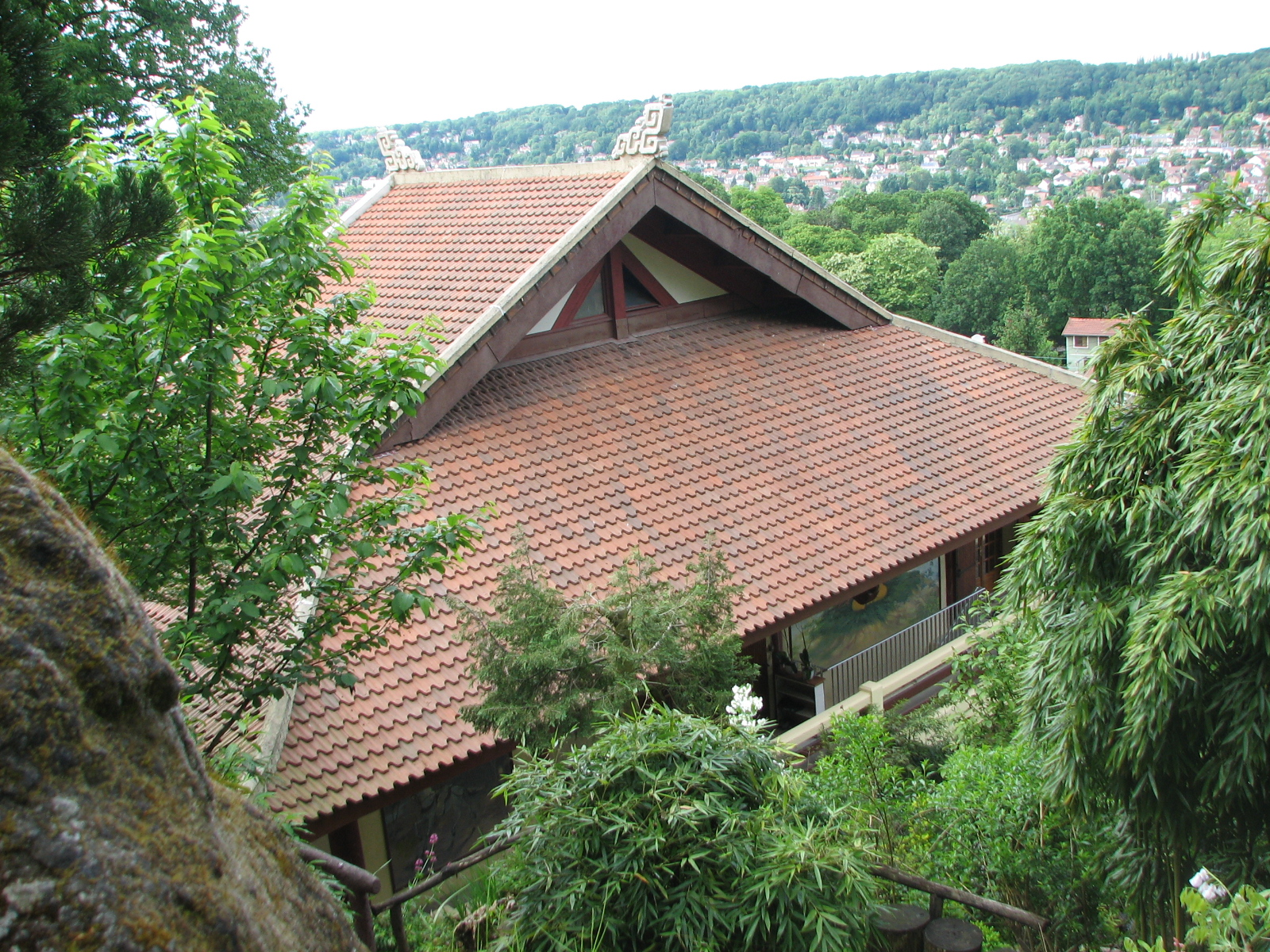
竹林禅院俯瞰

竹林禅院是一座越南佛教寺廟，位於巴黎郊區伊韋特河畔維勒邦。該院建於1976年，1990年竣工，由釋禪珠創建。現任住持為釋福唐。
竹林禪院位建於半山腰，距巴黎市中心約20公里。該院佔地約600平方米，寺院與附近的別墅一樣大。該院设中央大殿、講堂、圖書館、禪堂和禪房等设施，是巴黎越南人的重要佛教中心。